# Skuphonura lindae
Skuphonura lindae is een pissebed uit de familie Anthuridae. De wetenschappelijke naam van de soort is voor het eerst geldig gepubliceerd in 1983 door Robert J. Menzies & Kruczynski.